# Rallye-Juniorenweltmeisterschaft
Die FIA Rallye-Juniorenweltmeisterschaft (auch bekannt als FIA Junior WRC, ehemals FIA WRC Academy, FIA Junior World Rally Championship) ist eine seit 2002 ausgetragene Rallye-Meisterschaft für Fahrer unter 29 Jahren. Sie dient als Vorbereitung für die höchste Rallye-Klasse.

## Geschichte
Sie ist aus der 2001 einmalig ausgetragenen Weltmeisterschaft für Super 1600 Fahrzeuge hervorgegangen. Erster Meister in einem Citroën Saxo VTS Super 1600 wurde der Franzose Sébastien Loeb. Während in den Anfangsjahren nur in Europa gefahren wurde, änderte sich dies mit der Zeit.
Ab der Rallye-Weltmeisterschaft 2011 wurde diese Klasse als WRC Academy bezeichnet. Gefahren wurde mit Ford Fiestas R2. Ab 2014 kamen Citroën DS3 R3-Wagen zum Einsatz.
Im März 2021 gab die FIA bekannt, dass die Serie ab sofort mit Fahrzeugen der Gruppe Rally3 fahren würde.

## Reglement
Alle Läufe werden im Rahmen der Rallye-Weltmeisterschaft ausgetragen. Somit sind die JWRC-Teilnehmer auch für diese Meisterschaft punktberechtigt. Eingeschränkt jedoch ist das Alter der Teilnehmer. Diese dürfen zum Stichtag 1. Januar maximal 29 Jahre alt sein. Neben der Fahrerwertung wird seit 2007 auch eine Rookiewertung ausgeschrieben.
Es wird ab 2011 einheitlich mit Ford Fiesta R2 Fahrzeugen der Klasse A6 gestartet, um die Kosten einer gesamten Saisonteilnahme bei ca. 135.000 Euro zu halten. Punktevergabe erfolgt nach dem FIA-Standard 25-18-15-12-10-8-6-4-2-1 für die zehn schnellsten Fahrer einer Rallye. Zusätzlich bekommen die fünf schnellsten Piloten die das Ziel erreichen noch je einen Bonuspunkt für je eine erreichte schnellste Wertungsprüfungszeit in dieser Klasse.

## Meister
| Jahr  | Fahrer               | Fahrzeug                    |
| ----- | -------------------- | --------------------------- |
| 2001* | Sébastien Loeb       | Citroën Saxo VTS Super 1600 |
| 2002  | Daniel Solà          | Citroën Saxo VTS Super 1600 |
| 2003  | Brice Tirabassi      | Renault Clio Super 1600     |
| 2004  | Per-Gunnar Andersson | Suzuki Ignis Super 1600     |
| 2005  | Daniel Sordo         | Citroën C2 Super 1600       |
| 2006  | Patrik Sandell       | Renault Clio Super 1600     |
| 2007  | Per-Gunnar Andersson | Suzuki Swift Super 1600     |
| 2008  | Sébastien Ogier      | Citroën C2 Super 1600       |
| 2009  | Martin Prokop        | Citroën C2 Super 1600       |
| 2010  | Aaron Burkart        | Suzuki Swift Super 1600     |
| 2011  | Craig Breen          | Ford Fiesta R2              |
| 2012  | Elfyn Evans          | Ford Fiesta R2              |
| 2013  | Pontus Tidemand      | Ford Fiesta R2              |
| 2014  | Stéphane Lefebvre    | Citroën DS3 R3              |
| 2015  | Quentin Gilbert      | Citroën DS3 R3T             |
| 2016  | Simone Tempestini    | Citroën DS3 R3T             |
| 2017  | Nil Solans           | Ford Fiesta R2              |
| 2018  | Emil Bergkvist       | Ford Fiesta R2              |
| 2019  | Jan Solans           | Ford Fiesta R2              |
| 2020  | Tom Kristensson      | Ford Fiesta Rally4          |
| 2021  | Sami Pajari          | Ford Fiesta Rally4          |
| 2022  | Robert Virves        | Ford Fiesta Rally3          |
| 2023  | William Creighton    | Ford Fiesta Rally3          |

* noch als FIA Weltmeisterschaft für Fahrer von Super 1600 Fahrzeugen ausgetragen

### Rookie-Wertung
Seit 2007 schreibt die FIA zusätzlich eine Rookie-Wertung für Fahrer aus, die erstmals an der JWRC teilnehmen.
| Jahr | Fahrer          | Fahrzeug                   |
| ---- | --------------- | -------------------------- |
| 2007 | Shaun Gallagher | Citroën Saxo C2 Super 1600 |
| 2008 |                 |                            |